# النبي إلياس (قرية)
النبي إلياس قرية فلسطينية تقع في الجزء الشرقي من محافظة قلقيلية. ترتفع عن مستوى سطح البحر حوالي 185 متر، وتبلغ مساحة أراضيها 4,435 دونماً منها 123 دونم مساحة عمرانية، وهي من القرى التي احتلت عام النكسة.

## التسمية
سميت بهذا الاسم لوجود مقام النبي إلياس وهو معلم أثري يقع في الجهة الشمالية الغربية من قرية النبي إلياس، ويحتوي المقام على قبر اثري بناه السلطان جقمق سنة 890 هـ، وهو عبارة عن جامع يعود للفترة المملوكية «الأغلب أنه لا يوجد جسد النبي إلياس»، ويقال أيضاً أن هذا المقام هو معبد فنيقي.

## الجغرافيا
تقع قرية النبي إلياس على بعد 5 كم إلى الشرق من مدينة قلقيلية، على الطريق الرئيسي الذي يصل مدينة قلقيلية ومدينة نابلس  يحدها من الشمال قرية جيوس، ومن الجنوب قرية رأس طيرة، ومن الشرق عزون وعزبة الطبيب، ومن الغرب مدينة قلقيلية.
تبلغ مساحة قرية النبي إلياس حوالي 4,435 دونما موزعه كالآتي: 1499 دونم أراضي قابلة للزراعة، 123 دونم مساحة عمرانية، 2027 دونم سرقها الاحتلال لصالح الاستيطان والطرق الالتفافية وجدار الفصل العنصري، 188 دونم غابات حرجية، و597 دونم أراضي مفتوحة.

### المناخ
تتأثر القرية بالمؤثرات البحرية حيث تبعد حوالي 20 كم عن السهل الساحلي الفلسطيني، ويسودها مناخ البحر المتوسط، وهو «حار جاف صيفاً معتدل ماطر شتاءً»، ففي فصل الشتاء القصير تبلغ معدلات الأمطار السنوية 500 - 550 ملم، وفي فصل الصيف الطويل يتراوح متوسط درجات الحرارة السنوي بين ̊17 - ̊19 درجة مئوية، وما بين فصلي الشتاء والصيف تتأثر القرية بمناخ خماسيني حار جاف «في فصلي الربيع والخريف» تؤثر على المحاصيل الزراعية، وتبلغ الرطوبة النسبية في المنطقة حوالي 63% .

## السكان
دخلت فلسطين وفود كبيرة عبر العصور من تجار وغيرهم وذلك لموقعها الهام كنقطة وصل بين القارات، ومركز للحضارات والأديان.
يتوزع السكان على الفئات العمرية بالنسب التالية: 41 % أطفال «تقل أعمارهم عن 15 سنة،» و 56% شباب «تتراوح أعمارهم بين 15 – 64 سنة،» و 3% كبار في السن وشيوخ «تزيد أعمارهم عن 64 سنة»، ويبلغ متوسط حجم الأسرة 5.4 أفراد.
| السنة      | 1961 | تعداد 1997 | تعداد 2007 | (تعداد 2017) |
| ---------- | ---- | ---------- | ---------- | ------------ |
| عدد السكان | 223  | 881        | 1137       | 1,399        |

## الأماكن الدينية والأثرية
يوجد في قرية النبي إلياس مسجدان، وهما المسجد الشرقي، ومسجد النبي إلياس الكبير (المسجد الغربي)، كما يوجد بعض الاماكن والمناطق الاثرية في القرية: منها مقام النبي إلياس.

## البنية التحتية

### المؤسسات المحلية
يوجد في قرية النبي إلياس عدة مؤسسات محلية تقدم خدماتها لمختلف الفئات العمرية، وهي: المجلس القروي الذي تأسس عام 2005، وجمعية صبايا النبي إلياس، ومركز الصم، ونادي شباب النبي إلياس الرياضي.

### المياه
يتم تزويد قرية النبي إلياس بالمياه من شركة المياه الإسرائيلية مكروت منذ عام 1994.

### الكهرباء والاتصالات
يوجد في قرية النبي إلياس شبكة كهرباء عامة منذ عام 1985م، تعتبر الشركة القطرية الإسرائيلية المصدر الرئيسي للكهرباء في القرية، وتصل نسبة الوحدات السكنية الموصولة بشبكة الكهرباء إلى 100٪، كما يتوفر في القرية شبكة هاتف تعمل من خلال مقسم آلي.

### النقل والمواصلات
تفتقر قرية النبي إلياس إلى خطوط نقل حيث يعتمد سكان التجمع في تنقلاتهم للمدن والبلدات على خطوط التكاسي من مكاتب القرى والبلدات المجاورة، اما بالنسبة لشبكة الطرق فيوجد في القرية شبكة طرق رئيسية وفرعية.

### الاقتصاد
حسب تعداد عام 2007 للمباني والمنشآت بلغ عدد المنشآت المقامة على أراضي القرية 94 منشأة، وحوالي 185 مبنى، و 228 مسكن، ونتيجة لانحصار منطقة البناء والعمران بالقرية داخل مساحة كيلومتر مربع كونها تقع ضمن «أراضي منطقة C» أخذت القرية نمط التوسع الرأسي، ويوجد على أراضيها مستعمرة «ألفي منشة» وجدار الفصل العنصري.